# Naissance en 1293
Naissance
- 1289
- 1290
- 1291
- 1292
- 1293
- 1294
- 1295
- 1296
- 1297

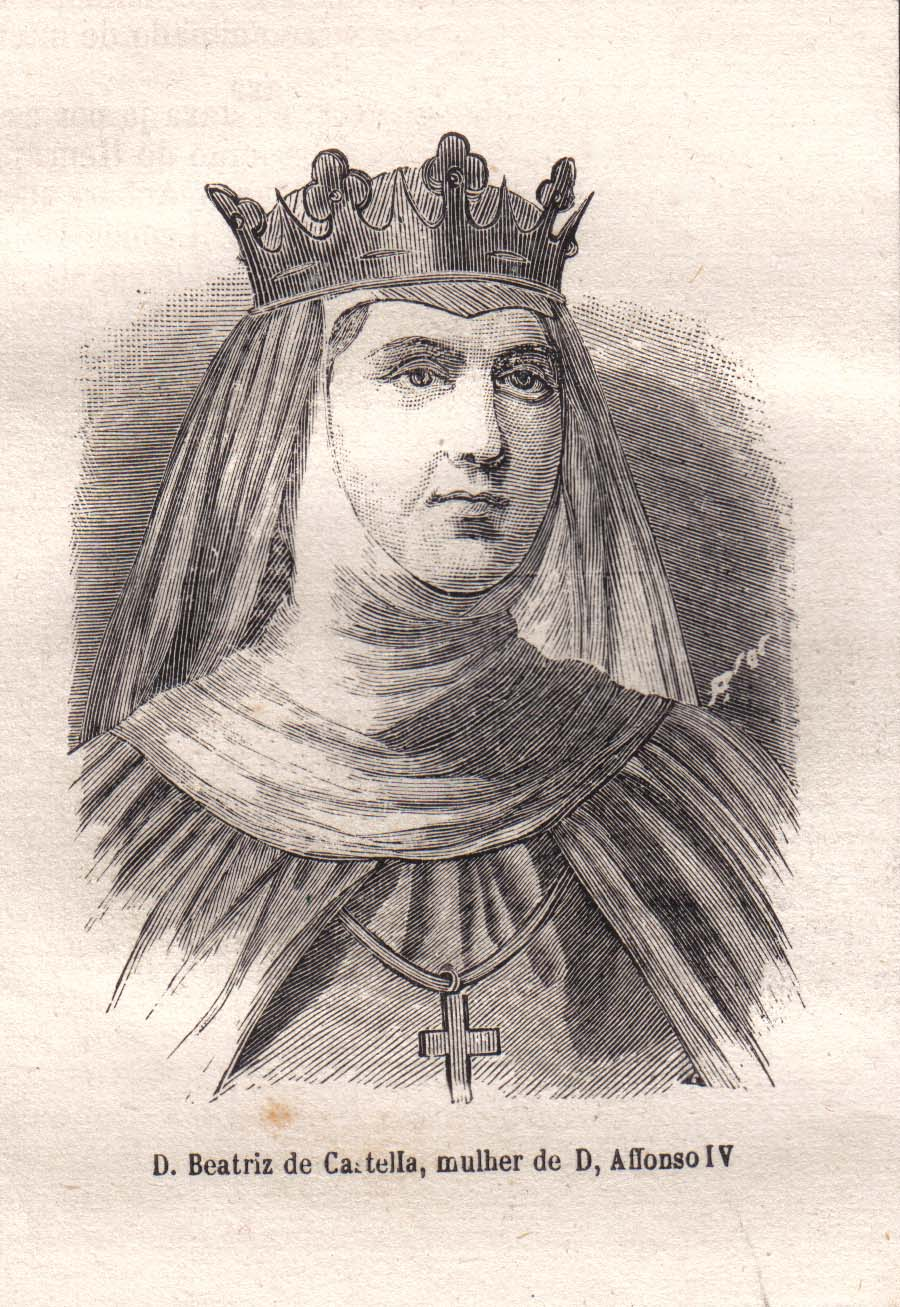
Béatrice de Castille, née en 1293.

Cette page dresse une liste de personnalités nées au cours de l'année 1293 :
- 17 novembre : Philippe V le Long, roi de France.
- 28 novembre : 
  - Ragibagh Khan, khagan mongol de la dynastie Yuan.
  - Yesün Temür Khan, khagan mongol de la dynastie Yuan.
- 29 novembre : Mathilde de Hainaut, princesse d'Achaïe et de Morée.

- Béatrice de Castille, reine consort de Portugal.
- Mahaut de Châtillon, comtesse de Valois.
- Robert V de Dreux, comte de Dreux et de Braine.
- Clémence de Hongrie, reine de France et reine consort de Navarre.
- Jacopo Dondi (dit Horologius), médecin et horloger italien, à Padoue[1].
- Hugues Roger, cardinal français.
- Jan Van Ruysbroeck, chanoine de la collégiale Sainte-Gudule, clerc brabançon, prêtre de Sainte-Gudule, écrivain.

date incertaine (vers 1293)
- Jean de Clèves, comte de Clèves.
- Philippe V le Long,  régent de France (juin-décembre 1316) puis roi de France, quatorzième de la dynastie dite des Capétiens directs. Il est aussi roi de Navarre sous le nom de Philippe II de Navarre.
- Wacław de Płock, duc de Płock et vassal de la Bohême.

## Crédit d'auteurs
- Cet article est partiellement ou en totalité issu de l'article intitulé « 1293 » (voir la liste des auteurs).